# Epistilbite
La epistilbite è un minerale, un silicato (tettosilicato) appartenente al gruppo delle zeoliti. Fu definita nel 1826, e chiamata epistilbite (epi = dopo, in greco) perché molto simile alla stilbite.

## Abito cristallino
L’epistilbite si presenta con cristalli prismatici, tabulari o in aggregati raggiati. I geminati sono comuni, formando degli aggregati romboidali a sezione trasversale. I cristalli, in genere, sono bianchi, grigiastri, incolori o, in presenza d’impurità, rossastri. I cristalli, comunemente, sono lunghi 0,5-1,0 cm ma sono stati trovati anche cristalli più lunghi, fino a 3,0 cm. L’epistilbite si distingue dalla stilbite per la terminazione triangolare leggermente obliqua dei cristalli.

## Origine e giacitura
Si rinviene nelle cavità delle rocce vulcaniche ma anche nelle fessure alpine. Spesso è associata a stilbite, heulandite, yugawaralite, quarzo o fluorite.

## Localitá di rinvenimento
È stata trovata in Sardegna a Osimo (SS), in Islanda, nei fiordi dell’est e dell’ovest, nell’isola Oahu delle Hawaii (U.S.A.)..

## Usi
Minerale d’interesse scientifico e collezionistico.